# Fran Ross
Fran Ross (Filadelfia, 25 de junio de 1935 - 17 de septiembre de 1985) fue un autora afroestadounidense conocida por su novela Oreo, publicada en 1974. Escribió también varias comedias para Richard Pryor.

## Biografía
Nacida el 25 de junio de 1935 en Filadelfia, era la hija mayor de Gerald Ross, soldador, y Bernetta Bass Ross, dependienta. Reconocida por su talento académico y artístico, obtuvo una beca para la Universidad del Temple tras graduarse en la escuela secundaria Overbrook High School con solo 16 años.

## Trayectoria
Ross se graduó de la Universidad del Temple en 1956 con una licenciatura en Comunicaciones, Periodismo y Teatro. Trabajó cierto tiempo en el diario The Saturday Evening Post . Más tarde, en 1960 se mudó a Nueva York, donde trabajó para la editorial McGraw Hill y poco después para Simon & Schuster como correctora de pruebas.
Ross comenzó su novela Oreo con la esperanza de hacer carrera en la escritura. La publicó en 1974 en el apogeo del movimiento Black Power. El título de Ross proviene de la marca de una famosa galleta blanca y negra, usada como insulto étnico. Además, emplea el mito de Teseo para narrar la historia de una niña judía negra que busca y eventualmente exige venganza contra su padre.
Ross también escribió artículos para revistas como Essence, Titters y Playboy, y consiguió trabajo en The Richard Pryor Show. No pudo completar una segunda novela y trabajó en medios y publicaciones hasta que murió de cáncer el 17 de septiembre de 1985 en la ciudad de Nueva York.

### Oreo
Oreo fue redescubierta y republicada en 2000 por Northeastern University Press, con una nueva introducción de Harryette Mullen. Johnson, Mat (9 de marzo de 2011). 'Oreo': A Satire Of Racial Identity, Inside And Out, You Must Read This, NPR. Consultado el 10 de marzo de 2011.</ref> Oreo fue reeditado nuevamente en 2015 por New Directions, y en Inglaterra en 2018 por Picador. En España, fue publicada en 2022 por Pálido Fuego.